# 龙武军
龙武军，唐代北衙禁军之一。
唐玄宗开元二十七年（739年）于左右羽林军移出左右万骑营，设左右龙武军。有左右龙武军大将军各一人，正三品，唐肃宗乾元二年（759年），以战乱未息，大将军增为二人，掌领龙武军，宿卫京师。左右龙武军将军各二人，从三品，为左右龙武军大将军副贰，唐德宗贞元三年（787年）增为三人。属下有长史、录事参军事及仓、兵、曹等曹参军事。兴元元年（784年）又置左右神武军统军，从二品，以授节帅罢任者，无职事。龙武军与羽林军分掌北衙禁兵宿卫与扈从。
辽朝有左右龙虎军上将军、大将军、将军，为南面官，加官，无实职。